# جید نیلسن
جید نیلسن (انگلیسی: Jade Neilsen؛ زادهٔ ۲۴ ژوئیهٔ ۱۹۹۱) ورزشکار ورزش شنا اهل استرالیا است.
وی در مسابقات کشوری و بین‌المللی در مجموع برندهٔ ۱ مدال نقره شده‌است.